# Ernst Hollenstein
Ernst „Pirra“ Hollenstein (* 17. Februar 1909 in Lustenau; † 16. Mai 1998) war ein österreichischer Fußballspieler, -trainer und -funktionär. 
Nach seiner Karriere als Spieler in Österreich und der Schweiz war der im bürgerlichen Beruf als Kalkulator tätige Hollenstein unter anderem als Trainer, Manager und Funktionär im Fußballsport tätig.

## Karriere
Ernst Hollenstein wurde am 17. Februar 1909 als neuntes von 14 Kindern des Ferggers Ludwig Hollenstein (* 25. September 1860; † 26. Februar 1930) und dessen Ehefrau Rosina (geborene Vetter; * 3. September 1871; † 12. Mai 1934) in Lustenau geboren. Bereits in jungen Jahren trat Hollenstein als Fußballspieler in Erscheinung und spielte bereits mit 16 Jahren in der Kampfmannschaft des FC Lustenau 07. Als erfolgreichster Vorarlberger Verein der 1920er Jahre konnte er in dieser Zeit mit dem Klub einige Meistertitel feiern. Nachdem er 1929 mit der Mannschaft die Meisterschaft gewonnen hatte und sich als Vorarlberg-Sieger für die saisonabschließende Amateurmeisterschaft gegen die Sieger der anderen Bundesländer qualifiziert hatte, schaffte Hollenstein mit den Lustenauern den Einzug ins Finale. Nach einem 2:2-Remis im Hinspiel gegen den Grazer AK, gewann dieser das Rückspiel in der Steiermark deutlich mit 3:0 und sicherte sich den Amateurmeistertitel. Gleich im Anschluss wechselte Hollenstein, nachdem er einige Jahre in Österreich gespielt hatte, in die Schweiz zum FC Zürich. Bei den Blau-Weissen war der Stürmer bis 1933 aktiv und spielte danach von 1934 bis 1938 beim Ligakonkurrenten FC St. Gallen, mit dem er 1934/35 den Wiederaufstieg in die höchste Spielklasse des Landes schaffte. Nach dem Anschluss Österreichs dürfte Hollenstein, der in seiner aktiven Laufbahn zwölf Mal in Auswahlspielen (gegen Ostschweiz, Tirol, Oberschwaben, Salzburg, Kärnten) spielte, wieder nach Österreich zurückgekehrt sein.
Nach dem Zweiten Weltkrieg machte sich Hollenstein um die Wiederaufnahme eines geregelten Fußballbetriebs verdient. Der zu dieser Zeit beim SC Austria Lustenau tätige Hollenstein organisierte bereits vier Wochen nach Kriegsende einen geregelten Spielbetrieb, infolgedessen Austria Lustenau in der ersten verkürzten Meisterschaft den Meistertitel errang. In den nächsten Jahren war Hollenstein als Trainer und Manager bei Austria Lustenau tätig und fungierte ab 1950 als Verbandskapitän des Vorarlberger Fußballverbands. Die Funktion hatte er auch in den Jahren 1951 und 1952 inne; 1953/54 scheint bereits Fritz Brüschweiler als Verbandskapitän des VFV auf. Über sein weiteres Leben und Wirken ist nichts Näheres bekannt. Am 16. Mai 1998 starb Hollenstein im Alter von 89 Jahren.
Anlässlich des 100-jährigen Bestehens des Klubs gestaltete die organisierte Fanszene von Austria Lustenau im Jahr 2014 eine 270 m² große Choreographie mit Auszügen aus der Vereinsgeschichte, die sie am 21. November 2014 beim Heimspiel gegen den Floridsdorfer AC präsentierte und auf der auch Ernst Hollenstein zu sehen war.

## Privates
Nach seiner Rückkehr nach Österreich heiratete Ernst Hollenstein am 23. Dezember 1939 in Lustenau Luise Hämmerle (* 23. August 1911; † 24. Dezember 1985). Aus dieser Ehe stammt die Tochter Ruth (* 2. Juli 1941; † 24. Juli 1988).